# راتشيل لونش
راتشيل لونش (بالإنجليزية: Rachael Lynch) هي لاعب هوكي الحقل أسترالية، ولدت في 2 يوليو 1986 في Warrandyte ‏ في أستراليا.

## وصلات خارجية
- راتشيل لونش على موقع الاتحاد الدولي للهوكي (الإنجليزية)
- راتشيل لونش على موقع اللجنة الأولمبية الدولية (الإنجليزية)
- راتشيل لونش على موقع أوليمبيديا (الإنجليزية)
- راتشيل لونش على موقع اللجنة الأولمبية الأسترالية (الإنجليزية)
- راتشيل لونش على موقع اتحاد ألعاب الكومنولث (مؤرشف) (الإنجليزية)
- راتشيل لونش على موقع اتحاد ألعاب الكومنولث (مؤرشف) (الإنجليزية)